# Cosenza Calcio 1995-1996
Questa voce raccoglie le informazioni riguardanti il Cosenza Calcio nelle competizioni ufficiali della stagione 1995-1996.

## Stagione
Nella stagione 1995-1996 il Cosenza disputa il campionato di Serie B, con 48 punti ottiene il decimo posto in classifica. La stagione dei rossoblù inizia con il tecnico Fausto Silipo, ma comincia con l'eliminazione nel primo turno di Coppa Italia per mano del Venezia, in campionato dopo tre partite senza vittorie, il tecnico catanzarese viene sostituito da Bortolo Mutti, con il tecnico bergamasco il Cosenza prende il volo, chiudendo il girone di andata a 27 punti, a quattro lunghezze dalla vetta. Nel girone di ritorno i calabresi non sono riusciti a mantenere lo stesso ritmo dell'andata, scivolando fuori dalla lotta per la promozione, con un finale di torneo comunque privo di preoccupazioni. Si è messo in mostra nel corso della stagione, il ventenne attaccante livornese Cristiano Lucarelli preso in estate dal Perugia, che ha realizzato 15 reti.

## Rosa
| N. |                   | Ruolo | Calciatore          |
| -- | ----------------- | ----- | ------------------- |
| 29 | Italia (bandiera) | C     | Angelo Alessio      |
| 27 | Italia (bandiera) | C     | Pasquale Apa        |
| 18 | Italia (bandiera) | C     | Antongiulio Bonacci |
| 10 | Italia (bandiera) | C     | Enrico Buonocore    |
| 3  | Italia (bandiera) | D     | Rosario Compagno    |
| 19 | Italia (bandiera) | D     | Filippo Cristante   |
| 4  | Italia (bandiera) | C     | Luciano De Paola    |
| 16 | Italia (bandiera) | C     | Luigi De Rosa       |
| 20 | Italia (bandiera) | D     | Fabio Di Lauro      |
| 25 | Italia (bandiera) | A     | Stefano Gioacchini  |
| 21 | Italia (bandiera) | A     | Mario La Canna      |
| 26 | Italia (bandiera) | A     | Cristiano Lucarelli |
|    | Italia (bandiera) | A     | Francesco Marra     |

| N. |                   | Ruolo | Calciatore            |
| -- | ----------------- | ----- | --------------------- |
| 9  | Italia (bandiera) | A     | Luigi Marulla         |
| 6  | Italia (bandiera) | C     | Salvatore Miceli      |
| 8  | Italia (bandiera) | C     | Aldo Monza            |
| 5  | Italia (bandiera) | D     | Ugo Napolitano        |
| 2  | Italia (bandiera) | D     | Giovanni Paschetta    |
| 15 | Italia (bandiera) | D     | Luca Perrotta         |
| 14 | Italia (bandiera) | C     | Vincenzo Riccio       |
| 13 | Italia (bandiera) | C     | Ferdinando Signorelli |
|    | Italia (bandiera) | C     | Mariano Sotgia        |
| 12 | Italia (bandiera) | P     | Michele Albergo       |
| 11 | Italia (bandiera) | A     | Tomaso Tatti          |
| 17 | Italia (bandiera) | D     | Richard Vanigli       |
| 1  | Italia (bandiera) | P     | Giacomo Zunico        |

## Risultati

### Campionato

#### Girone di andata
| Arbitro: | Stafoggia (Pesaro) |

|                  |           |  |
| De Silvestro 47’ | Marcatori |  |

| Cosenza 3 settembre 1995 2ª giornata | Cosenza                                | 0 – 0 | Pescara | Stadio San Vito\| Arbitro: \| Pellegrino (Barcellona Pozzo di Gotto) \| |
| Arbitro:                             | Pellegrino (Barcellona Pozzo di Gotto) |       |         |                                                                         |

| Arbitro: | Franceschini (Bari) |

|                                    |           |  |
| Ghirardello 15’, 30’ Cammarata 32’ | Marcatori |  |

| Arbitro: | Bettin (Padova) |

|                                             |           |                       |
| Buonocore 52’ (rig.) Marulla 75’ Miceli 90’ | Marcatori | 68’ (rig.) Simutenkov |

| Arbitro: | Ercolino (Cassino) |

|               |           |                                        |
| Lucarelli 82’ | Marcatori | 48’ Franchi 50’ Antonioli 75’ Giordano |

| Arbitro: | De Prisco (Nocera Inferiore) |

|               |           |               |
| Scarafoni 59’ | Marcatori | 70’ Lucarelli |

| Arbitro: | Racalbuto (Gallarate) |

|                          |           |  |
| Tatti 41’ Signorelli 77’ | Marcatori |  |

| Reggio Calabria 15 ottobre 1995 8ª giornata | Reggina         | 0 – 0 | Cosenza | Stadio Comunale\| Arbitro: \| Nicchi (Arezzo) \| |
| Arbitro:                                    | Nicchi (Arezzo) |       |         |                                                  |

| Arbitro: | De Santis (Tivoli) |

|            |           |                     |
| Miceli 32’ | Marcatori | 88’ (rig.) Montella |

| Arbitro: | Lana (Torino) |

|              |           |                    |
| Zanuttig 53’ | Marcatori | 87’ (rig.) Marulla |

| Arbitro: | Rodomonti (Teramo) |

|                           |           |                        |
| Lucarelli 4’ De Paola 86’ | Marcatori | 23’ Pagano 70’ Goretti |

| Arbitro: | Rosica (Roma) |

|                 |           |           |
| L. Beghetto 54’ | Marcatori | 68’ Monza |

| Arbitro: | Gronda (Genova) |

|            |           |  |
| Miceli 52’ | Marcatori |  |

| Cesena 3 dicembre 1995 14ª giornata | Cesena                       | 0 – 0 | Cosenza | Stadio Dino Manuzzi\| Arbitro: \| De Prisco (Nocera Inferiore) \| |
| Arbitro:                            | De Prisco (Nocera Inferiore) |       |         |                                                                   |

| Venezia 10 dicembre 1995 15ª giornata | Venezia       | 0 – 0 | Cosenza | Stadio Pierluigi Penzo\| Arbitro: \| Lana (Torino) \| |
| Arbitro:                              | Lana (Torino) |       |         |                                                       |

| Arbitro: | Boggi (Salerno) |

|                                       |           |                                  |
| Alessio 21’ Lucarelli 45’ Marulla 52’ | Marcatori | 62’ (aut.) Paschetta 64’ Saurini |

| Arbitro: | Dagnello (Trieste) |

|              |           |                       |
| Bellucci 57’ | Marcatori | 65’ Tatti 73’ Marulla |

| Arbitro: | L. Branzoni (Pavia) |

|                                         |           |  |
| Marulla 10’ Bucaro 49’ (aut.) Tatti 83’ | Marcatori |  |

| Arbitro: | Bonfrisco (Monza) |

|                                       |           |                    |
| Doni 24’ De Paola 51’ (aut.) Bosi 71’ | Marcatori | 49’, 66’ Lucarelli |

#### Girone di ritorno
| Cosenza 21 gennaio 1996 20ª giornata | Cosenza                                | 0 – 0 | Salernitana | Stadio San Vito\| Arbitro: \| Pellegrino (Barcellona Pozzo di Gotto) \| |
| Arbitro:                             | Pellegrino (Barcellona Pozzo di Gotto) |       |             |                                                                         |

| Arbitro: | Serena (Bassano del Grappa) |

|                   |           |                     |
| Di Giannatale 90’ | Marcatori | 57’ (aut.) Traversa |

| Arbitro: | Borriello (Mantova) |

|               |           |                             |
| Lucarelli 32’ | Marcatori | 73’ De Angelis 86’ De Vitis |

| Arbitro: | Quartuccio (Torre Annunziata) |

|             |           |               |
| Colucci 69’ | Marcatori | 90’ Lucarelli |

| Arbitro: | Tombolini (Ancona) |

|                                              |           |  |
| Gentilini 23’ (rig.) Giordano 73’ Rinino 81’ | Marcatori |  |

| Arbitro: | Lana (Torino) |

|              |           |           |
| De Paola 38’ | Marcatori | 3’ Di Già |

| Arbitro: | Gronda (Genova) |

|               |           |                                        |
| Artistico 38’ | Marcatori | 24’ Tatti 41’ Signorelli 90’ Lucarelli |

| Arbitro: | Trentalange (Torino) |

|                         |           |  |
| Tatti 59’ Lucarelli 86’ | Marcatori |  |

| Arbitro: | De Santis (Tivoli) |

|                                 |           |  |
| Nappi 1’ Magoni 70’ Galante 78’ | Marcatori |  |

| Arbitro: | Rosica (Roma) |

|                       |           |  |
| Alessio 53’ Tatti 85’ | Marcatori |  |

| Arbitro: | L. Branzoni (Pavia) |

|                      |           |               |
| Negri 8’ Allegri 24’ | Marcatori | 51’ Cristante |

| Arbitro: | Beschin (Legnago) |

|                               |           |                 |
| Marulla 5’ Alessio 79’ (rig.) | Marcatori | 24’ L. Beghetto |

| Arbitro: | Dagnello (Trieste) |

|                      |           |               |
| Paci 43’ (rig.), 58’ | Marcatori | 36’ Lucarelli |

| Arbitro: | Farina (Novi Ligure) |

|                                |           |                 |
| Monza 45’ Lucarelli 75’ (rig.) | Marcatori | 14’, 23’ Hubner |

| Arbitro: | Ercolino (Cassino) |

|                                        |           |                    |
| Lucarelli 37’ Marulla 85’ La Canna 90’ | Marcatori | 29’ Da. Pellegrini |

| Arbitro: | Cinciripini (Ascoli Piceno) |

|                                                       |           |            |
| Giunta 30’ Neri 33’ Bonometti 39’ (rig.) Bernardi 48’ | Marcatori | 88’ Miceli |

| Arbitro: | Cesari (Genova) |

|                                |           |                                               |
| Alessio 29’ Lucarelli 45’, 67’ | Marcatori | 32’ (rig.) Campilongo 47’ Nocera 90’ De Palma |

| Arbitro: | Bettin (Padova) |

|                    |           |  |
| Sciacca 22’ (rig.) | Marcatori |  |

| Arbitro: | Rossi (Ciampino) |

|  |           |                             |
|  | Marcatori | 26’ Savi 33’ Doni 51’ Nervo |

### Coppa Italia
| Arbitro: | Boggi (Salerno) |

|                                                                       |                      |                                                                            |
| Monza L. De Rosa Miceli R. Compagno Zunico Riccio La Canna Gioacchini | Tiri di rigore 5 – 6 | Provitali Scienza Zanutta Tramezzani Ballarin Fogli Zironelli G. Filippini |